# Coplanaridad
En geometría, un conjunto de puntos en el espacio es coplanario (el anglicismo coplanar es incorrecto) si todos los puntos se encuentran en el mismo plano. Por ejemplo, tres puntos distintos siempre son coplanarios, y si son distintos y no están alineados, el plano que determinan es único. Sin embargo, cuatro puntos distintos pueden no pertenecer al mismo plano, siendo entonces no coplanarios.
Dos rectas en el espacio son coplanarias si existe un plano que contiene a ambas. Esto ocurre cuando las rectas son paralelas o secantes. Dos rectas no coplanarias se dice que se cruzan.
Los determinantes de Cayley-Menger proporcionan una solución para el problema de determinar si un conjunto de puntos es coplanario, conociendo sólo las distancias entre ellos.

## Propiedades en tres dimensiones
En tres dimensiones, dos vectores linealmente independientes con el mismo origen determinan un plano. Su producto vectorial es un vector perpendicular al plano, y cualquier vector perpendicular al producto está contenido en el plano. Esto conduce a la siguiente caracterización de coplanaridad utilizando el producto mixto:
Cuatro puntos {\displaystyle x,y,z,w} son coplanarios si y sólo si
{\displaystyle [(y-x)\times (w-x)]\cdot (z-x)=0}
o bien, equivalentemente,
{\displaystyle (y-x)\cdot [(w-x)\times (z-x)]=0}

Si tres vectores {\displaystyle a,b,c} son coplanarios, y {\displaystyle a\cdot b=0} (es decir, {\displaystyle a} y {\displaystyle b} son perpendiculares), entonces
{\displaystyle (c\cdot {\hat {a}}){\hat {a}}+(c\cdot {\hat {b}}){\hat {b}}=c}
donde {\displaystyle {\hat {a}}} denota el vector unitario en la dirección de {\displaystyle a}. Es decir, la suma de la proyección de {\displaystyle c} en la dirección de {\displaystyle a} y la proyección de {\displaystyle c} en la dirección de {\displaystyle b} da el vector original {\displaystyle c}.

## Coplanaridad de puntos enndimensiones dadas sus coordenadas
Este es un método general para determinar si un conjunto arbitrario de puntos es coplanario, basado en el hecho de que un plano está determinado por dos vectores linealmente independientes.
En un espacio n-dimensional, con n ≥ 3, un conjunto de k puntos {\displaystyle \{p_{0},p_{1},...,p_{k-1}\}} es coplanario si y sólo si la matriz cuyas columnas (o filas) son los vectores {\displaystyle {\overrightarrow {p_{0}p_{1}}},{\overrightarrow {p_{0}p_{2}}},...,{\overrightarrow {p_{0}p_{k-1}}}} tiene rango ≤ 2.
Por ejemplo, dados cuatro puntos
{\displaystyle x=(x_{1},x_{2},...,x_{n})}
{\displaystyle y=(y_{1},y_{2},...,y_{n})}
{\displaystyle z=(z_{1},z_{2},...,z_{n})}
{\displaystyle w=(w_{1},w_{2},...,w_{n})}
son coplanarios si y sólo si la matriz
{\displaystyle {\begin{pmatrix}y_{1}-x_{1}&z_{1}-x_{1}&w_{1}-x_{1}\\y_{2}-x_{2}&z_{2}-x_{2}&w_{2}-x_{2}\\\vdots &\vdots &\vdots \\y_{n}-x_{n}&z_{n}-x_{n}&w_{n}-x_{n}\\\end{pmatrix}}}
tiene rango ≤ 2.
En el caso particular en el que el origen pertenezca al conjunto de puntos, la propiedad puede enunciarse como: un conjunto de k puntos es coplanario si y sólo si la matriz formada por las coordenadas de los puntos tiene rango ≤ 2.

## Fórmula del plano
Otra técnica consiste en calcular la fórmula de los planos definidos por cada subconjunto de tres puntos. En primer lugar, el vector normal para cada plano se calcula mediante alguna técnica de ortogonalización. Si los planos son paralelos, el producto escalar de los vectores normales será 1 o -1. Más específicamente, se puede calcular el ángulo entre los vectores normales, denominado ángulo diedro, que representa el ángulo más pequeño posible entre los dos planos. La fórmula de un plano es:
{\displaystyle ax+by+cz+d=0}, donde {\displaystyle (a,b,c)} es el vector normal del plano.
El valor {\displaystyle d} puede calcularse conectándolo a uno de los puntos y resolviendo a continuación. Si {\displaystyle d} es el mismo para todos los subconjuntos de tres puntos, los planos son iguales y los puntos son coplanarios.
Una ventaja de esta técnica es que puede funcionar en un espacio hiperdimensional. Por ejemplo, si se desea calcular el ángulo diedro entre dos hiperplanos  de m dimensiones definidos por m puntos en n espacios dimensionales. Si {\displaystyle n-m>1}, entonces hay un número infinito de vectores normales para cada hiperplano, por lo que el ángulo entre dos de ellos no es necesariamente el ángulo diedro. Sin embargo, si utiliza el proceso de Gram-Schmidt utilizando el mismo vector inicial en ambos casos, entonces el ángulo entre los dos vectores normales será mínimo y por lo tanto será el ángulo diedro entre los hiperplanos.